# Dicranopygium rheithrophilum
Dicranopygium rheithrophilum är en enhjärtbladig växtart som först beskrevs av Gunnar Wilhelm Harling, och fick sitt nu gällande namn av Gunnar Wilhelm Harling. Dicranopygium rheithrophilum ingår i släktet Dicranopygium och familjen Cyclanthaceae. Inga underarter finns listade.